# Крутик, Александр Борисович
Алекса́ндр Бори́сович Крутик (13 мая 1945, СССР — 8 февраля 2016, Санкт-Петербург) — советский и российский экономист, доктор экономических наук, профессор, заслуженный деятель науки Российской Федерации.

## Биография
Окончил Ленинградский электромашиностроительный техникум в 1964 году и был призван в ряды Советской Армии, избран секретарём комитета ВЛКСМ 666 Военно-строительного отряда Военно-строительного управления г. Москвы. По демобилизации направлен ЦК ВЛКСМ по месту жительства на работу в Московский РК ВЛКСМ Ленинграда.
С 1968 по 1985 г. — на работе в промышленности: производственно-конструкторское объединение «Техприбор» Минавиапрома и Ленинградский машиностроительный завод Минхиммаша, в том числе с 1975 г. — на руководящих должностях главного экономиста и заместителя директора государственного союзного завода по коммерческим вопросам.
В 1974 г. окончил Московский технологический институт (инженер-механик), в 1984 г защитил диссертацию на соискание учёной степени кандидата экономических наук в Ленинградском финансово-экономическом институте им. Н. А. Вознесенского на тему «Совершенствование системы внутри производственного планирования и хозрасчета на основе оценки трудового вклада подразделений» по специальности 08.00.05 — экономика, организация управления и планирования народным хозяйством (научный руководитель — профессор Лайков А. М.).
В 1985—1993 гг. работал во ВНИИ строительного и коммунального машиностроения Минстройдормаша СССР: заведующий сектором перспективного развития отрасли, с 1987 г. старший научный сотрудник, зав. научно-исследовательской лабораторией.
1990 г. — защита докторской диссертации в Ленинградском финансово-экономическом институте им. Н. А. Вознесенского на тему «Новые формы хозяйствования в машиностроительном комплексе в условиях формирования рыночных отношений». Переведен зав. НИО экономики и управления.
В 1992 г. удостоен звания «Профессор» по специальности 08.00.05 — «экономика, планирование, организация управления народным хозяйством и его отраслями» (аттестат профессора ПР № 020474 ВАК при СМ СССР от 20 ноября 1992 г. протокол 42 пс/23).
1993—2004 гг. — профессор кафедры экономики и военного права Военной академии тыла и транспорта и профессор кафедры экономики и планирования предприятий Ленинградского финансово-экономического института им. Н. А. Вознесенского. Введён в состав четырёх диссертационных советов, с 1998 г. одновременно заместитель декана по научной работе факультета экономики и управления и ответственный за научно-исследовательскую работу студентов.
2004 г. — зав. кафедрой экономики предприятия и предпринимательства РГГМУ, профессор кафедры экономики и предпринимательства Балтийской академии туризма и предпринимательства, профессор кафедры социально-культурного сервиса и туризма Ленинградского государственного университета им. А. С. Пушкина и профессор кафедры организанизации и обслуживания населения Санкт-Петербургского государственного университета сервиса и экономики.
Скончался 8 февраля 2016 года, похоронен на Волковском лютеранском кладбище.

## Научная деятельность
Подготовил свыше 100 кандидатов и докторов экономических наук.
Участник и организатор большого количества Международных и научно-практических конференций (заместитель главного редактора — ответственный исполнитель большого количества научных сборников).
Работал в Гуманитарной академии наук, Инженерной академии Санкт-Петербурга, Международной академии туризма, Русском географическом обществе, а также действительный член РАЕН, МАН ВШ, Международной академии инвестиций и экономики строительства и др.

## Награды
За работу в промышленности и отраслевой науке награждён серебряной медалью ВДНХ СССР.
В 2002 г. указом Президента Российской Федерации удостоен почётного звания «Заслуженный деятель науки Российской Федерации», медали «За воинскую доблесть». Почётный профессор Военной академии тыла и транспорта и Военного университета связи.
Трижды получал благодарности Министра образования и науки Российской Федерации, удостоен знаков Министерства образования и науки «Почётный работник высшего профессионального образования» и «За развитие научно-исследовательской работы студентов».
Награждён почётными дипломами и знаками «За заслуги» общественных научных объединений.

## Основные труды
- Планирование и стимулирование роста производительности труда на предприятии. — М.: Экономика, 1988. — 64 с.
- План машиностроительного предприятия. — М.: Машиностроение, 1989. — 136 с.
- Система показателей и нормативов. Л.: Машиностроение, 1990. — 272 с.
- Механизм управления предприятием в условиях свободной экономики. — Л.: Политехника, 1992. — 360 с.
- Введение в предпринимательство. — СПб.: Политехника, 1995. — 583 с.
- Малое предпринимательство и бизнес-коммуникации — СПб.: Бизнес-пресса, 1998. — 254 с.
- Основы финансовой деятельности предприятия. — Ростов-на-Дону: Феникс, 1999. — 448 с.
- Организация страхового дела. — СПб.: Бизнес-пресса, 1999. — 304 с.
- Малый бизнес: экономика, организация, финансы. — СПб.: Бизнес-пресса, 1999. — 608 с.
- Экономика недвижимости. — СПб.: Лань, 2000. — 480 с.
- Инвестиции и экономический рост предпринимательства. — СПб.: Лань, 2000. — 544 с.
- Антикризисный менеджмент (Серия «Теория и практика менеджмента») (в соавторстве). — СПб.: Питер, 2001. — 432 с.
- Предпринимательство: Учебник. — СПб.: Лань, 2001. — 696 с.
- Словарь иностранных терминов для предпринимателя: справочное пособие. — СПб.: Изд-во СПбГУЭиФ, 2001 — 58 с.
- Стратегия развития и экономический рост предприятия. — СПб.: СПбГУЭиФ, 2001. — 467 с.
- Тыл Вооруженных Сил: Современное состояние и перспективы развития. (в соавторстве) — СПб.: ВАТТ, 2003. — 104 с.
- Инновации и инвестиции в предпринимательстве. — СПб.: РГПУ им. А. И. Герцена, 2003. — 927 с.
- Инвестиционные решения в предпринимательстве. — СПб.: РГГМУ, 2004. — 502 с.
- Методическое пособие для ученых по представлению своих трудов на соискание премий Президента Российской Федерации и Правительства Российской Федерации в области образования. — СПб.: Астерион, 2004. — 224 с.
- Предпринимательская деятельность в сфере услуг. — СПб.: АСТЕРИОН, 2005. — 388 с.
- Предпринимательство в социальной сфере. — СПб.: БАТиП, 2005. — 522 с.
- Предпринимательские риски. Учебное пособие для вузов. — СПб.: Астерион, 2005. — 304 с.
- Экономика и предпринимательство в социально-культурном сервисе и туризме. — М.: Академия, 2006. — 224 с.
- Основы предпринимательской деятельности. — М.: Академия, 2008. — 320 с.
- Туризм как отрасль экономики России. СПб.: ЛГУ им. А. С. Пушкина, 2008. — 412 с.
- Теория и методика обучения предпринимательству — М.: Академия, 2009. — 336 с.
- Развитие сервисной деятельности в России — СПб.: СПбГУСЭ, 2010. — 432с.